# Clasificación de FIBA Asia y FIBA Oceanía para la Copa Mundial de Baloncesto de 2019
La clasificación de FIBA Asia y FIBA Oceanía para la Copa Mundial de Baloncesto de China de 2019 fue el primer torneo que determinó los clasificados por parte de los continente asiático y oceánico a la Copa Mundial de 2019. La competición dio comienzo en noviembre de 2017 y culminó en febrero de 2019.
FIBA dispuso para la región siete cupos para el mundial, los cuales serán disputados por 16 equipos que han clasificado a la «división A» durante 2016 y 2017. El resto de los equipos pertenecientes al organismo disputarán el Torneo Preclasificatorio para la Copa Asia de FIBA 2021.

## Equipos participantes
De los 16 equipos elegidos para participar, 11 surgieron de distintos torneos regionales que los clasificaron a la Copa FIBA Asia 2017, mientras que los restantes cinco (Japón, Filipinas, China Taipéi, Corea del Sur y Hong Kong) accedieron por su ubicación en la clasificación mundial de FIBA. Si estos equipos no hubiesen accedido a la Copa FIBA Asia, habrían sido reemplazados por los clasificados. Además, el equipo anfitrión del torneo, China, disputará el proceso estando ya clasificado a la Copa Mundial.
| - Australia - China - China Taipéi - Corea del Sur - Filipinas - Hong Kong - Irán - Iraq | - India - Japón - Jordania - Kazajistán - Líbano - Nueva Zelanda - Catar - Siria |

## Modo de disputa
Los 16 equipos participantes se dividen en cuatro grupos (A, B, C y D) de cuatro equipos cada uno. Dentro de su grupo los equipos se enfrentan dos veces, una como local y otra como visitante, en fechas estipuladas por la FIBA llamadas «ventanas». Cada ventana tiene un partido como local y un partido como visitante para cada seleccionado.
Los peores equipos de cada grupo deben revalidar su posición en la División A ante cuatro equipos de la División B.
Los mejores tres equipos de cada grupo avanzan de fase y se los reordena en dos grupos (E y F) de seis equipos. En estos nuevos grupos juegan contra los tres rivales a los que no se han enfrentado previamente en tres ventanas más. Los tres mejores de cada grupo y el mejor cuarto acceden a la Copa Mundial de la FIBA. Los cinco equipos eliminados mantienen su condición de selección de División A.

### Calendario
Como han determinado desde FIBA, el nuevo torneo se disputa mediante «ventanas» en las cuales los seleccionados se enfrentan entre ellos y las competencias domésticas no se disputan, con el fin que los diferentes participantes puedan contar con todos los jugadores que deseen.
Ventanas
| - 20 al 28 de noviembre de 2017 - 19 al 27 de febrero de 2018 - 25 de junio al 3 de julio de 2018 | - 30 de agosto al 18 de septiembre de 2018 - 26 de noviembre al 4 de diciembre de 2018 - 18 al 28 de febrero de 2019 |

### Sorteo
Los 16 participantes se dividieron según su posición en la clasificación de FIBA y según criterios geográficos. Se armaron 8 bombos con dos equipos cada uno. El sorteo fue el 7 de mayo. Se incluyeron los equipos al día del sorteo, esto es, incluso aquellos que no habían clasificado.
| Bombo 1 - Australia - Nueva Zelanda | Bombo 2 - Irán - Jordania | Bombo 3 - China - Filipinas | Bombo 4 - Líbano - Catar |

| Bombo 5 - Corea del Sur - Japón | Bombo 6 - India - Kazajistán | Bombo 7 - China Taipéi - Hong Kong | Bombo 8 - Iraq - Siria |

Los integrantes de los bombos impares quedan sorteados en los grupos A y B de la clasificación. Los integrantes de los bombos pares quedan sorteados en los grupos 3 y 4 de la clasificación. La localía de los juegos y el orden fue armado de manera aparte para facilitar los viajes.
| Grupo A 1. China 2. Nueva Zelanda 3. Corea del Sur 4. Hong Kong | Grupo B 1. Japón 2. China Taipéi 3. Australia 4. Filipinas | Grupo C 1. Siria 2. Líbano 3. India 4. Jordania | Grupo D 1. Iraq 2. Catar 3. Kazajistán 4. Irán |

## Primera fase

### Grupo A
| Pos | Equipo        | PJ | PG | PP | PF  | PC  | Dif  | Pts | Notas                     |
| --- | ------------- | -- | -- | -- | --- | --- | ---- | --- | ------------------------- |
| 1   | Nueva Zelanda | 6  | 5  | 1  | 579 | 439 | 140  | 11  | Acceso a la segunda ronda |
| 2   | Corea del Sur | 6  | 4  | 2  | 530 | 502 | 28   | 10  | Acceso a la segunda ronda |
| 3   | China         | 6  | 3  | 3  | 503 | 414 | 89   | 9   | Acceso a la segunda ronda |
| 4   | Hong Kong     | 6  | 0  | 6  | 406 | 661 | -255 | 6   |                           |

Primera ventana
| 23 de noviembre de 2017 | Nueva Zelanda                                        | 80–86                                 | Corea del Sur                              | Wellington                                                                 |  |
| 19:10 (UTC+13)          | Parciales: 18–17, 21–24, 20–19, 21–26                | Parciales: 18–17, 21–24, 20–19, 21–26 | Parciales: 18–17, 21–24, 20–19, 21–26      |                                                                            |  |
|                         | Estadísticas C. Webster 16 A. Pledger 8 T. Webster 5 | Reporte Pts Reb Asts                  | Estadísticas 22 J. Jeon 10 S. Oh 7 J. Choi | Pabellón: Arena TSB Bank Árbitros: Ferdinand Pascual Yi-Chih Chung Jung Yu |  |

| 23 de noviembre de 2017 | China                                               | 96–44                                 | Hong Kong                                    | Nankín                                                                                                |  |
| 19:30 (UTC+8)           | Parciales: 33–12, 20–10, 20–11, 23–11               | Parciales: 33–12, 20–10, 20–11, 23–11 | Parciales: 33–12, 20–10, 20–11, 23–11        | |  |
|                         | Estadísticas M. Xirelijiang 17 Z. Wang 11 Z. Wang 5 | Reporte Pts Reb Asts                  | Estadísticas 14 M. Liang 8 D. Reid 4 D. Reid | Pabellón: Centro Deportivo Olímpico de Nankín Árbitros: Scott Paul Beker Michael Aylen Joenard García |  |

| 26 de noviembre de 2017 | Corea del Sur                            | 81–92                                 | China                                       | Goyang                                                                             |  |
| 19:00 (UTC+9)           | Parciales: 28–26, 12–18, 18–27, 23–21    | Parciales: 28–26, 12–18, 18–27, 23–21 | Parciales: 28–26, 12–18, 18–27, 23–21       |                                                                                    |  |
|                         | Estadísticas H. Heo 16 S. Lee 5 H. Heo 4 | Reporte Pts Reb Asts                  | Estadísticas 30 Y. Ding 11 Z. Wang 4 M. Sun | Pabellón: Goyang Gymnasium Árbitros: Vaughan Mayberry Takaki Kato Christopher Reid |  |

| 26 de noviembre de 2017 | Hong Kong                                  | 74–133                                | Nueva Zelanda                                   | Hong Kong                                                                    |  |
| 20:00 (UTC+8)           | Parciales: 22–36, 18–35, 17–35, 17–27      | Parciales: 22–36, 18–35, 17–35, 17–27 | Parciales: 22–36, 18–35, 17–35, 17–27           |                                                                              |  |
|                         | Estadísticas D. Reid 17 D. Reid 8 K. Lee 4 | Reporte Pts Reb Asts                  | Estadísticas 18 J. Ngatai 6 R. Loe 9 T. Webster | Pabellón: Southorn Stadium Árbitros: Yuji Hirahara Ricor Buaron Yuji Higashi |  |

Segunda ventana
| 23 de febrero de 2018 | Corea del Sur                                  | 93–72                                 | Hong Kong                                   | Seúl                                                                           |  |
| 19:30 (UTC+9)         | Parciales: 25–20, 25–14, 29–25, 14–13          | Parciales: 25–20, 25–14, 29–25, 14–13 | Parciales: 25–20, 25–14, 29–25, 14–13       |                                                                                |  |
|                       | Estadísticas J. Lee 20 R. Ratliffe 9 C. Park 5 | Reporte Pts Reb Asts                  | Estadísticas 23 K. Lee 13 D. Reid 3 D. Reid | Pabellón: Jamsil Arena Árbitros: Matthew Beattie James Alexander Boyer Jung Yu |  |

| 23 de febrero de 2018 | China                                   | 73–82                                 | Nueva Zelanda                                        | Dongguan                                                                               |  |
| 19:30 (UTC+8)         | Parciales: 14–14, 24–23, 20–18, 15–27   | Parciales: 14–14, 24–23, 20–18, 15–27 | Parciales: 14–14, 24–23, 20–18, 15–27                |                                                                                        |  |
|                       | Estadísticas J. Yi 37 A. Guo 6 A. Guo 5 | Reporte Pts Reb Asts                  | Estadísticas 18 C. Webster 6 A. Pledger 5 C. Webster | Pabellón: Dongguan Arena Árbitros: Ferdinand Pascual Ying-Cheng Chen Alexey Stepanenko |  |

| 26 de febrero de 2018 | Corea del Sur                                       | 84–93                                 | Nueva Zelanda                                      | Seúl                                                                |  |
| 19:30 (UTC+9)         | Parciales: 24–21, 24–28, 13–23, 23–21               | Parciales: 24–21, 24–28, 13–23, 23–21 | Parciales: 24–21, 24–28, 13–23, 23–21              |                                                                     |  |
|                       | Estadísticas R. Ratliffe 29 R. Ratliffe 11 J. Lee 6 | Reporte Pts Reb Asts                  | Estadísticas 30 C. Webster 11 I. Fotu 6 C. Webster | Pabellón: Jamsil Arena Árbitros: Glenn Cornelio Takaki Kato Jung Yu |  |

| 26 de febrero de 2018 | Hong Kong                                   | 58–111                               | China                                   | Hong Kong                                                                               |  |
| 20:00 (UTC+8)         | Parciales: 15–33, 22–24, 7–31, 14–23        | Parciales: 15–33, 22–24, 7–31, 14–23 | Parciales: 15–33, 22–24, 7–31, 14–23    |                                                                                         |  |
|                       | Estadísticas D. Reid 16 D. Reid 8 Y. Chan 4 | Reporte Pts Reb Asts                 | Estadísticas 15 A. Guo 6 J. Hu 6 A. Guo | Pabellón: Southorn Stadium Árbitros: James Alexander Boyer Matthew Beattie Yuji Higashi |  |

Tercera ventana
| 28 de junio de 2018 | Nueva Zelanda                                                         | 124–65                                | Hong Kong                                                                  | Rotorua                                                                             |  |
| 19:10 (UTC+12)      | Parciales: 32–17, 31–18, 30–15, 31–15                                 | Parciales: 32–17, 31–18, 30–15, 31–15 | Parciales: 32–17, 31–18, 30–15, 31–15                                      |                                                                                     |  |
|                     | Estadísticas T. Abercrombie y R. Loe 18 J. Salt y I. Fotu 7 S. Ili 10 | Reporte Pts Reb Asts                  | Estadísticas 17 C. K. Tsai y S. Y. Fong 3 K. H. Cheng y S. Y. Fong 7 A. Xu | Pabellón: Energy Events Centre Árbitros: Yuji Higashi Joenard García Reynaldo Yante |  |

| 28 de junio de 2018 | China                                             | 74–82                                 | Corea del Sur                                       | Shenzhen                                                                                            |  |
| 19:30 (UTC+8)       | Parciales: 13–21, 26–21, 10–24, 25–16             | Parciales: 13–21, 26–21, 10–24, 25–16 | Parciales: 13–21, 26–21, 10–24, 25–16               | |  |
|                     | Estadísticas A. Abudurexiti 15 Z. Wang 6 Z. Liu 6 | Reporte Pts Reb Asts                  | Estadísticas 25 R. Ratliffe 11 R. Ratliffe 5 J. Lee | Pabellón: Shenzhen Universiade Sports Centre Árbitros: Christopher Reid Michael Aylen Yuji Hirahara |  |

| 1 de julio de 2018 | Nueva Zelanda                              | 67–57                                | China                                                      | Auckland                                                                     |  |
| 15:10 (UTC+12)     | Parciales: 15–18, 22–11, 14–19, 16–9       | Parciales: 15–18, 22–11, 14–19, 16–9 | Parciales: 15–18, 22–11, 14–19, 16–9                       |                                                                              |  |
|                    | Estadísticas I. Fotu 15 R. Loe 10 S. Ili 6 | Reporte Pts Reb Asts                 | Estadísticas 23 A. Abudurexiti 12 A. Abudurexiti 4 J. Zhao | Pabellón: Spark Arena Árbitros: Harja Jaladri Ricor Buaron Yevgeniy Mikheyev |  |

| 1 de julio de 2018 | Hong Kong                                        | 91–104                                | Corea del Sur                                                     | Hong Kong                                                                          |  |
| 20:00 (UTC+8)      | Parciales: 21–30, 24–24, 26–24, 20–26            | Parciales: 21–30, 24–24, 26–24, 20–26 | Parciales: 21–30, 24–24, 26–24, 20–26                             |                                                                                    |  |
|                    | Estadísticas K. Lee 28 K. Wong Li 8 K. Wong Li 5 | Reporte Pts Reb Asts                  | Estadísticas 43 R. Ratliffe 18 R. Ratliffe 5 R. Ratliffe y J. Lee | Pabellón: Southorn Stadium Árbitros: Michael Aylen Mohammad Doost Christopher Reid |  |

### Grupo B
| Pos | Equipo       | PJ | PG | PP | PF  | PC  | Dif  | Pts | Notas                     |
| --- | ------------ | -- | -- | -- | --- | --- | ---- | --- | ------------------------- |
| 1   | Australia    | 6  | 5  | 1  | 525 | 392 | 133  | 11  | Acceso a la segunda ronda |
| 2   | Filipinas    | 6  | 4  | 2  | 470 | 482 | -12  | 10  | Acceso a la segunda ronda |
| 3   | Japón        | 6  | 2  | 4  | 469 | 464 | 5    | 8   | Acceso a la segunda ronda |
| 4   | China Taipéi | 6  | 1  | 5  | 426 | 552 | -126 | 7   |                           |

Primera ventana
| 24 de noviembre de 2017 | Japón                                               | 71–77                                 | Filipinas                                             | Tokio |  |
| 19:00 (UTC+9)           | Parciales: 10–18, 18–19, 27–22, 16–18               | Parciales: 10–18, 18–19, 27–22, 16–18 | Parciales: 10–18, 18–19, 27–22, 16–18                 | |  |
|                         | Estadísticas M. Hiejima 20 I. Brown 15 M. Hiejima 5 | Reporte Pts Reb Asts                  | Estadísticas 20 J. William 12 A. Blatche 6 J. William | Pabellón: Komazawa Olympic Park General Sports Ground Árbitros: Budi Marfan Nicolas Fernandes Ryan Jones |  |

| 24 de noviembre de 2017 | China Taipéi                                          | 66–104                                | Australia                                        | Taipéi                                                                                            |  |
| 19:00 (UTC+8)           | Parciales: 13–27, 13–21, 20–25, 20–31                 | Parciales: 13–27, 13–21, 20–25, 20–31 | Parciales: 13–27, 13–21, 20–25, 20–31            |                                                                                                   |  |
|                         | Estadísticas Q. Davis III 17 Q. Davis III 5 Y. Chou 4 | Reporte Pts Reb Asts                  | Estadísticas 16 J. Cadee 6 M. Creek 4 D. Kickert | Pabellón: Taipei Heping Basketball Gymnasium Árbitros: Intae Hwang Harja Jaladri Haryanto Sutaryo |  |

| 27 de noviembre de 2017 | Australia                                       | 82–58                               | Japón                                                | Adelaide                                                                        |  |
| 19:00 (UTC+10.5)        | Parciales: 23–22, 20–9, 17–19, 22–8             | Parciales: 23–22, 20–9, 17–19, 22–8 | Parciales: 23–22, 20–9, 17–19, 22–8                  |                                                                                 |  |
|                         | Estadísticas D. Kickert 22 N. Kay 10 J. Cadee 8 | Reporte Pts Reb Asts                | Estadísticas 17 M. Hiejima 8 I. Brown 2 R. Shinoyama | Pabellón: Titanium Security Arena Árbitros: Chun Yip Yuen Jong Kuk Kim Mei Wang |  |

| 27 de noviembre de 2017 | Filipinas                                            | 90–83                                 | China Taipéi                                            | Quezón                                                                        |  |
| 19:30 (UTC+8)           | Parciales: 18–23, 26–19, 21–22, 25–19                | Parciales: 18–23, 26–19, 21–22, 25–19 | Parciales: 18–23, 26–19, 21–22, 25–19                   |                                                                               |  |
|                         | Estadísticas J. William 20 A. Blatche 14 K. Ravena 5 | Reporte Pts Reb Asts                  | Estadísticas 20 Q. Davis III 9 Q. Davis III 6 Y. Chiang | Pabellón: Coliseo Smart Araneta Árbitros: Ryan Jones Nicolas Fernandes Nan Ye |  |

Segunda ventana
| 22 de febrero de 2018 | Australia                                         | 84–68                                 | Filipinas                                           | Melbourne                                                                   |  |
| 19:35 (UTC+11)        | Parciales: 19–19, 18–13, 26–17, 21–19             | Parciales: 19–19, 18–13, 26–17, 21–19 | Parciales: 19–19, 18–13, 26–17, 21–19               |                                                                             |  |
|                       | Estadísticas C. Gliddon 16 M. Creek 11 J. Cadee 5 | Reporte Pts Reb Asts                  | Estadísticas 15 J. Fajardo 7 A. Blatche 2 K. Ravena | Pabellón: Margaret Court Arena Árbitros: Nan Ye Owe Shiong Chan Intae Hwang |  |

| 22 de febrero de 2018 | Japón                                        | 69–70                                 | China Taipéi                                         | Yokohama                                                                                            |  |
| 19:30 (UTC+9)         | Parciales: 11–17, 24–12, 14–22, 20–19        | Parciales: 11–17, 24–12, 14–22, 20–19 | Parciales: 11–17, 24–12, 14–22, 20–19                | |  |
|                       | Estadísticas N. Tsuji 26 I. Brown 8 N. Uto 5 | Reporte Pts Reb Asts                  | Estadísticas 15 L. Hu 11 Q. Davis III 6 Q. Davis III | Pabellón: Yokohama International Swimming Pool Árbitros: Harja Jaladri Nicolas Fernandes Ryan Jones |  |

| 25 de febrero de 2018 | Australia                                      | 88–68                                 | China Taipéi                                      | Melbourne                                                                   |  |
| 15:05 (UTC+11)        | Parciales: 26–15, 21–10, 21–24, 20–19          | Parciales: 26–15, 21–10, 21–24, 20–19 | Parciales: 26–15, 21–10, 21–24, 20–19             |                                                                             |  |
|                       | Estadísticas M. Creek 18 M. Creek 9 J. Cadee 6 | Reporte Pts Reb Asts                  | Estadísticas 22 Y. Chen 11 Q. Davis III 4 Y. Chou | Pabellón: Margaret Court Arena Árbitros: Intae Hwang Owe Shiong Chan Nan Ye |  |

| 25 de febrero de 2018 | Filipinas                                            | 89–84                                 | Japón                                                | Manila                                                                       |  |
| 19:30 (UTC+8)         | Parciales: 21–22, 25–19, 26–20, 17–23                | Parciales: 21–22, 25–19, 26–20, 17–23 | Parciales: 21–22, 25–19, 26–20, 17–23                |                                                                              |  |
|                       | Estadísticas A. Blatche 18 A. Blatche 16 K. Ravena 5 | Reporte Pts Reb Asts                  | Estadísticas 23 M. Hiejima 8 I. Brown 4 R. Shinoyama | Pabellón: Mall of Asia Arena Árbitros: Nicolas Fernandes Zhu Duan Ryan Jones |  |

Tercera ventana
| 29 de junio de 2018 | Japón                                                 | 79–78                                 | Australia                                                | Chiba                                                                            |  |
| 19:40 (UTC+9)       | Parciales: 23–16, 19–17, 22–25, 15–20                 | Parciales: 23–16, 19–17, 22–25, 15–20 | Parciales: 23–16, 19–17, 22–25, 15–20                    |                                                                                  |  |
|                     | Estadísticas N. Fazekas 25 N. Fazekas 12 M. Hiejima 6 | Reporte Pts Reb Asts                  | Estadísticas 22 C. Goulding 12 T. Maker 8 M. Dellavedova | Pabellón: Chiba Port Arena Árbitros: Marwan Egho Ceciline Vincent Imran Ali Baig |  |

| 29 de junio de 2018 | China Taipéi                                                         | 71–93                                 | Filipinas                                           | Taipéi                                                                                           |  |
| 19:00 (UTC+8)       | Parciales: 19–16, 18–28, 23–24, 11–25                                | Parciales: 19–16, 18–28, 23–24, 11–25 | Parciales: 19–16, 18–28, 23–24, 11–25               |                                                                                                  |  |
|                     | Estadísticas Q. Davis III 17 Q. Davis III 7 C-M. Yang y W-T. Tseng 4 | Reporte Pts Reb Asts                  | Estadísticas 22 J. Fajardo 12 A. Blatche 6 T. Romeo | Pabellón: Taipei Heping Basketball Gymnasium Árbitros: Rabah Noujaim Budi Marfan Preeda Muongmee |  |

| 2 de julio de 2018 | China Taipéi                                             | 68–108                                | Japón                                                       | Taipéi                                                                                            |  |
| 19:00 (UTC+8)      | Parciales: 15–27, 13–20, 29–30, 11–31                    | Parciales: 15–27, 13–20, 29–30, 11–31 | Parciales: 15–27, 13–20, 29–30, 11–31                       |                                                                                                   |  |
|                    | Estadísticas C-Y. Peng 19 Q. S. Davis III 8 W-T. Tseng 3 | Reporte Pts Reb Asts                  | Estadísticas 32 N. R. Fazekas 11 N. R. Fazekas 6 M. Hiejima | Pabellón: Taipei Heping Basketball Gymnasium Árbitros: Rabah Noujaim Haryanto Sutaryo Intae Hwang |  |

| 2 de julio de 2018 | Filipinas                                              | 53–89                               | Australia                                        | Bulacán                                                                       |  |
| 19:30 (UTC+8)      | Parciales: 18–23, 19–29, 16–37, 0–0                    | Parciales: 18–23, 19–29, 16–37, 0–0 | Parciales: 18–23, 19–29, 16–37, 0–0              |                                                                               |  |
|                    | Estadísticas A. Blatche 12 A. Blatche 10 T. B. Romeo 5 | Reporte Pts Reb Asts                | Estadísticas 20 C. J. Goulding 4 Varios 4 Varios | Pabellón: Arena Filipina Árbitros: Ahmed Al Bulushi Hatim Alharbi Paul Skayem |  |

### Grupo C
| Pos | Equipo   | PJ | PG | PP | PF  | PC  | Dif  | Pts | Notas                     |
| --- | -------- | -- | -- | -- | --- | --- | ---- | --- | ------------------------- |
| 1   | Jordania | 6  | 5  | 1  | 575 | 452 | 123  | 11  | Acceso a la segunda ronda |
| 2   | Líbano   | 6  | 5  | 1  | 531 | 398 | 133  | 11  | Acceso a la segunda ronda |
| 3   | Siria    | 6  | 2  | 4  | 402 | 503 | -101 | 8   | Acceso a la segunda ronda |
| 4   | India    | 6  | 0  | 6  | 413 | 568 | -155 | 6   |                           |

Primera ventana
| 23 de noviembre de 2017 | Siria                                                   | 72–109                                | Jordania                                                 | Zouk Mikaël                                                                                       |  |
| 17:00 (UTC+2)           | Parciales: 14–30, 11–24, 22–22, 25–33                   | Parciales: 14–30, 11–24, 22–22, 25–33 | Parciales: 14–30, 11–24, 22–22, 25–33                    |                                                                                                   |  |
|                         | Estadísticas T. Aljabi 20 I. Todorovic 10 W. Alhaddad 2 | Reporte Pts Reb Asts                  | Estadísticas 24 M. Kayed Alawadi 10 Z. Abbas 6 M. Abdeen | Pabellón: Nouhad Nawfal Sports Complex Árbitros: Mohammadreza Salehian Alexandr Rulyov Hadi Salem |  |

| 23 de noviembre de 2017 | Líbano                                               | 107–72                                | India                                          | Zouk Mikaël                                                                                              |  |
| 21:00 (UTC+2)           | Parciales: 23–11, 32–16, 30–25, 22–20                | Parciales: 23–11, 32–16, 30–25, 22–20 | Parciales: 23–11, 32–16, 30–25, 22–20          | |  |
|                         | Estadísticas A. Ibrahim 22 A. Ibrahim 10 W. Arakji 6 | Reporte Pts Reb Asts                  | Estadísticas 13 G. Gill 8 S. Bharama 7 A. Pari | Pabellón: Nouhad Nawfal Sports Complex Árbitros: Alexey Stepanenko Mohammad Doost Sadegh Ghanbaridamanab |  |

| 26 de noviembre de 2017 | India                                                | 57–74                                 | Siria                                                   | Bangalore                                                                                       |  |
| 19:00 (UTC+5:30)        | Parciales: 14–15, 14–20, 14–25, 15–14                | Parciales: 14–15, 14–20, 14–25, 15–14 | Parciales: 14–15, 14–20, 14–25, 15–14                   |                                                                                                 |  |
|                         | Estadísticas S. Bharama 14 A. Annadurai 10 A. Pari 8 | Reporte Pts Reb Asts                  | Estadísticas 21 M. Madanly 13 A. Al Hamwi 8 W. Alhaddad | Pabellón: Sree Kanteerava Indoor Stadium Árbitros: Reynaldo Yante Chih-Chun Chuang Chang-Jen Ho |  |

| 26 de noviembre de 2017 | Jordania                                          | 87–83                                 | Líbano                                           | Amán                                                                                                 |  |
| 19:00 (UTC+2)           | Parciales: 26–17, 19–19, 20–22, 22–25             | Parciales: 26–17, 19–19, 20–22, 22–25 | Parciales: 26–17, 19–19, 20–22, 22–25            | |  |
|                         | Estadísticas D. Tucker 32 M. Hussein 9 Z. Abbas 5 | Reporte Pts Reb Asts                  | Estadísticas 21 W. Arakji 8 B. Bawji 8 W. Arakji | Pabellón: Prince Hamza Arena Árbitros: Ahmed Ali Yaseen Al-Shuwaili Glenn Cornelio Yevgeniy Mikheyev |  |

Segunda ventana
| 23 de febrero de 2018 | India                                                   | 88–102                                | Jordania                                             | Bangalore                                                                                          |  |
| 19:00 (UTC+5:30)      | Parciales: 20–26, 18–25, 23–15, 27–36                   | Parciales: 20–26, 18–25, 23–15, 27–36 | Parciales: 20–26, 18–25, 23–15, 27–36                | |  |
|                       | Estadísticas A. Annadurai 28 A. Annadurai 11 S. Singh 8 | Reporte Pts Reb Asts                  | Estadísticas 19 M. Hussein 17 M. Hussein 7 D. Tucker | Pabellón: Sree Kanteerava Indoor Stadium Árbitros: Jassim Abdullah Preeda Muongmee Alexandr Rulyov |  |

| 23 de febrero de 2018 | Siria                                                | 63–87                                 | Líbano                                           | Zouk Mikaël                                                                                         |  |
| 17:00 (UTC+2)         | Parciales: 20–27, 20–20, 10–24, 13–16                | Parciales: 20–27, 20–20, 10–24, 13–16 | Parciales: 20–27, 20–20, 10–24, 13–16            | |  |
|                       | Estadísticas J. Hawkins 24 A. Alhamwi 9 M. Madanly 7 | Reporte Pts Reb Asts                  | Estadísticas 26 A. Saoud 11 A. Majok 5 W. Arakji | Pabellón: Nouhad Nawfal Sports Complex Árbitros: Yevgeniy Mikheyev Mohammadreza Salehian Hadi Salem |  |

| 26 de febrero de 2018 | India                                              | 50–90                                | Líbano                                           | Bangalore                                                                                          |  |
| 19:00 (UTC+5:30)      | Parciales: 16–22, 9–25, 12–21, 13–22               | Parciales: 16–22, 9–25, 12–21, 13–22 | Parciales: 16–22, 9–25, 12–21, 13–22             | |  |
|                       | Estadísticas J. Singh 14 Y. Singh 7 A. Annadurai 4 | Reporte Pts Reb Asts                 | Estadísticas 17 A. Majok 10 A. Majok 6 W. Arakji | Pabellón: Sree Kanteerava Indoor Stadium Árbitros: Preeda Muongmee Jassim Abdullah Alexandr Rulyov |  |

| 26 de febrero de 2018 | Jordania                                               | 87–62                                 | Siria                                                 | Amán                                                                                       |  |
| 19:00 (UTC+2)         | Parciales: 16–12, 28–18, 20–16, 23–16                  | Parciales: 16–12, 28–18, 20–16, 23–16 | Parciales: 16–12, 28–18, 20–16, 23–16                 |                                                                                            |  |
|                       | Estadísticas D. Tucker 28 A. Alhamarsheh 9 M. Abdeen 5 | Reporte Pts Reb Asts                  | Estadísticas 22 J. Hawkins 10 J. Hawkins 4 M. Madanly | Pabellón: Prince Hamza Arena Árbitros: Mohammad Doost Hatim Alharbi Sadegh Ghanbaridamanab |  |

Tercera ventana
| 28 de junio de 2018 | Siria                                                 | 81–76                                 | India                                                       | Zouk Mikaël |  |
| 17:00 (UTC+3)       | Parciales: 21–12, 22–18, 21–24, 17–22                 | Parciales: 21–12, 22–18, 21–24, 17–22 | Parciales: 21–12, 22–18, 21–24, 17–22                       | |  |
|                     | Estadísticas A. Alhamwi 19 A. Alhamwi 11 M. Madanly 4 | Reporte Pts Reb Asts                  | Estadísticas 18 S. Singh 8 A. Arumugam y S. Singh 5 A. Pari | Pabellón: Nouhad Nawfal Sports Complex Árbitros: Ying-Cheng Chen Ahmed Ali Yaseen Al-Shuwaili Chih-Chun Chuang |  |

| 28 de junio de 2018 | Líbano                                         | 77–76                                 | Jordania                                                      | Zouk Mikaël                                                                            |  |
| 21:30 (UTC+3)       | Parciales: 24–14, 14–16, 20–24, 19–22          | Parciales: 24–14, 14–16, 20–24, 19–22 | Parciales: 24–14, 14–16, 20–24, 19–22                         |                                                                                        |  |
|                     | Estadísticas A. Saoud 18 B. Bawji 7 A. Saoud 6 | Reporte Pts Reb Asts                  | Estadísticas 16 A. H. A. Al Dwairi 10 Z. A. Abbas 4 M. Abdeen | Pabellón: Nouhad Nawfal Sports Complex Árbitros: Ferdinand Pascual Jung Yu Takaki Kato |  |

| 1 de julio de 2018 | Jordania                                                          | 114–70                                | India                                                        | Amán                                                                          |  |
| 19:00 (UTC+3)      | Parciales: 26–15, 29–18, 28–15, 31–22                             | Parciales: 26–15, 29–18, 28–15, 31–22 | Parciales: 26–15, 29–18, 28–15, 31–22                        |                                                                               |  |
|                    | Estadísticas A. H. A. Al Dwairi 21 A. H. A. Al Dwairi 7 S. Bzai 9 | Reporte Pts Reb Asts                  | Estadísticas 23 A. Arumugam 8 S. Singh 5 J. Joseph y A. Pari | Pabellón: Prince Hamza Arena Árbitros: Glenn Cornelio Chang-Jen Ho Hadi Salem |  |

| 1 de julio de 2018 | Líbano                                                            | 87–50                               | Siria                                                 | Zouk Mikaël                                                                                      |  |
| 21:30 (UTC+3)      | Parciales: 22–9, 23–21, 23–9, 19–11                               | Parciales: 22–9, 23–21, 23–9, 19–11 | Parciales: 22–9, 23–21, 23–9, 19–11                   |                                                                                                  |  |
|                    | Estadísticas A. Saoud 28 B. Bawji 15 J. El Chartouny y D. Faris 4 | Reporte Pts Reb Asts                | Estadísticas 15 M. Madanly 11 A. Alhamwi 4 M. Madanly | Pabellón: Nouhad Nawfal Sports Complex Árbitros: Alexey Stepanenko Anan Daraghma Alexandr Rulyov |  |

### Grupo D
| Pos | Equipo     | PJ | PG | PP | PF  | PC  | Dif | Pts | Notas                     |
| --- | ---------- | -- | -- | -- | --- | --- | --- | --- | ------------------------- |
| 1   | Irán       | 6  | 5  | 1  | 454 | 351 | 103 | 11  | Acceso a la segunda ronda |
| 2   | Kazajistán | 6  | 3  | 3  | 420 | 436 | -16 | 9   | Acceso a la segunda ronda |
| 3   | Catar      | 6  | 2  | 4  | 408 | 465 | -57 | 8   | Acceso a la segunda ronda |
| 4   | Iraq       | 6  | 2  | 4  | 412 | 442 | -30 | 8   |                           |

Primera ventana
| 24 de noviembre de 2017 | Catar                                             | 70–82                                | Kazajistán                                                  | Doha                                                                                           |  |
| 18:00 (UTC+3)           | Parciales: 20–20, 26–23, 7–19, 17–20              | Parciales: 20–20, 26–23, 7–19, 17–20 | Parciales: 20–20, 26–23, 7–19, 17–20                        |                                                                                                |  |
|                         | Estadísticas M. Mohmmed 22 M. Mohmmed 7 A. Saad 4 | Reporte Pts Reb Asts                 | Estadísticas 23 A. Ponomarev 7 M. Marchuk 5 R. Murzagaliyev | Pabellón: Ali Bin Hamad al-Attiyah Arena Árbitros: Rabah NOUJAIM Anan DARAGHMA Preeda MUONGMEE |  |

| 24 de noviembre de 2017 | Iraq                                                     | 74–66                                 | Irán                                                             | Amán                                                                              |  |
| 19:00 (UTC+2)           | Parciales: 20–22, 21–17, 14–15, 19–12                    | Parciales: 20–22, 21–17, 14–15, 19–12 | Parciales: 20–22, 21–17, 14–15, 19–12                            |                                                                                   |  |
|                         | Estadísticas D. Mayfield 24 D. Mayfield 10 D. Mayfield 5 | Reporte Pts Reb Asts                  | Estadísticas 16 F. Aslani 7 A. Kazemi 3 M. Hassanzadeh Saberi A. | Pabellón: Prince Hamza Arena Árbitros: Marwan EGHO Mohammad TAHA Ceciline VINCENT |  |

| 27 de noviembre de 2017 | Irán                                                             | 65–39                               | Catar                                             | Teherán                                                                       |  |
| 17:00 (UTC+3.5)         | Parciales: 20–12, 13–7, 16–12, 16–8                              | Parciales: 20–12, 13–7, 16–12, 16–8 | Parciales: 20–12, 13–7, 16–12, 16–8               |                                                                               |  |
|                         | Estadísticas M. Mirzaeitalarposhti 14 A. Kazemi 17 M. Jamshidi 6 | Reporte Pts Reb Asts                | Estadísticas 18 A. Saad 6 A. Saad 1 R. Al-Abdulla | Pabellón: Azadi Stadium Árbitros: Paul SKAYEM Ahmed AL BULUSHI Imran Ali BAIG |  |

| 27 de noviembre de 2017 | Kazajistán                                                    | 82–76                                             | Iraq                                                         | Astana                                                                           |  |
| 20:00 (UTC+6)           | Parciales: 21–15, 14–18, 22–24, 16–16 (T.E.: 9–3)             | Parciales: 21–15, 14–18, 22–24, 16–16 (T.E.: 9–3) | Parciales: 21–15, 14–18, 22–24, 16–16 (T.E.: 9–3)            |                                                                                  |  |
|                         | Estadísticas A. Kolesnikov 21 A. Kolesnikov 9 A. Kolesnikov 4 | Reporte Pts Reb Asts                              | Estadísticas 27 H. Abdullah 10 M. Abdulqader 5 M. Abdulqader | Pabellón: Saryarka Velodrome Árbitros: Marwan EGHO Hatim ALHARBI Owe Shiong CHAN |  |

Segunda ventana
| 22 de febrero de 2018 | Kazajistán                                                    | 54–75                                 | Irán                                                                  | Astana                                                                               |  |
| 20:00 (UTC+6)         | Parciales: 15–16, 10–16, 11–15, 18–28                         | Parciales: 15–16, 10–16, 11–15, 18–28 | Parciales: 15–16, 10–16, 11–15, 18–28                                 |                                                                                      |  |
|                       | Estadísticas R. Murzagaliyev 18 A. Kolesnikov 14 R. Yergali 5 | Reporte Pts Reb Asts                  | Estadísticas 21 M. Nik Khahbahrami 20 H. Ehadadi 8 M. Nik Khahbahrami | Pabellón: Saryarka Velodrome Árbitros: Rabah NOUJAIM Imran Ali BAIG Ceciline VINCENT |  |

| 22 de febrero de 2018 | Iraq                                                    | 66–77                                 | Catar                                             | Teherán                                                                           |  |
| 18:00 (UTC+3:30)      | Parciales: 17–20, 15–19, 14–21, 20–17                   | Parciales: 17–20, 15–19, 14–21, 20–17 | Parciales: 17–20, 15–19, 14–21, 20–17             |                                                                                   |  |
|                       | Estadísticas D. Mayfield 15 D. Mayfield 8 D. Mayfield 6 | Reporte Pts Reb Asts                  | Estadísticas 19 A. Saad 14 A. Erfan 4 M. Elhadary | Pabellón: Azadi Stadium Árbitros: Marwan EGHO Ahmed AL BULUSHI Amarjot Singh MAVI |  |

| 25 de febrero de 2018 | Kazajistán                                                 | 96–63                                 | Catar                                         | Astana                                                                               |  |
| 18:00 (UTC+6)         | Parciales: 18–19, 15–14, 32–19, 31–11                      | Parciales: 18–19, 15–14, 32–19, 31–11 | Parciales: 18–19, 15–14, 32–19, 31–11         |                                                                                      |  |
|                       | Estadísticas R. Yergali 22 M. Marchuk 11 R. Murzagaliyev 9 | Reporte Pts Reb Asts                  | Estadísticas 15 A. Saad 7 S. Khalid 3 A. Saad | Pabellón: Saryarka Velodrome Árbitros: Rabah NOUJAIM Imran Ali BAIG Ceciline VINCENT |  |

| 25 de febrero de 2018 | Irán                                                                 | 83–53                                | Iraq                                                    | Teherán                                                                           |  |
| 18:00 (UTC+3:30)      | Parciales: 21–22, 19–13, 24–10, 19–8                                 | Parciales: 21–22, 19–13, 24–10, 19–8 | Parciales: 21–22, 19–13, 24–10, 19–8                    |                                                                                   |  |
|                       | Estadísticas M. Nik Khahbahrami 16 H. Ehadadi 9 M. Nik Khahbahrami 7 | Reporte Pts Reb Asts                 | Estadísticas 12 H. Abdullah 8 D. Mayfield 3 D. Mayfield | Pabellón: Azadi Stadium Árbitros: Marwan EGHO Ahmed AL BULUSHI Amarjot Singh MAVI |  |

Tercera ventana
| 29 de junio de 2018 | Catar                                                     | 75–77                                 | Irán                                                                        | Doha                                                                                    |  |
| 16:00 (UTC+3)       | Parciales: 14–11, 24–18, 18–27, 19–21                     | Parciales: 14–11, 24–18, 18–27, 19–21 | Parciales: 14–11, 24–18, 18–27, 19–21                                       |                                                                                         |  |
|                     | Estadísticas C. F. Johnson III 21 S. A. Khalid 9 Varios 3 | Reporte Pts Reb Asts                  | Estadísticas 23 H. Ehadadi 14 H. Ehadadi y A. K. Naeini 6 M. N. Khahbahrami | Pabellón: Al Gharafa Sports Club Hall Árbitros: Mei Wang Haryanto Sutaryo Chun Yip Yuen |  |

| 29 de junio de 2018 | Iraq                                                    | 64–50                                | Kazajistán                                            | Doha                                                                                |  |
| 20:00 (UTC+3)       | Parciales: 10–20, 11–16, 19–10, 24–4                    | Parciales: 10–20, 11–16, 19–10, 24–4 | Parciales: 10–20, 11–16, 19–10, 24–4                  |                                                                                     |  |
|                     | Estadísticas A. Ismael 22 D. A. Mayfield 10 A. Ismael 5 | Reporte Pts Reb Asts                 | Estadísticas 14 M. Marchuk 6 Varios 9 R. Murzagaliyev | Pabellón: Al Gharafa Sports Club Hall Árbitros: Zhu Duan Owe Shiong Chan Ryan Jones |  |

| 2 de julio de 2018 | Irán                                                                                            | 88–56                               | Kazajistán                                            | Teherán                                                              |  |
| 16:00 (UTC+4:30)   | Parciales: 31–6, 14–25, 20–9, 23–16                                                             | Parciales: 31–6, 14–25, 20–9, 23–16 | Parciales: 31–6, 14–25, 20–9, 23–16                   |                                                                      |  |
|                    | Estadísticas B. Yakhchalidehkordi 20 B. Yakhchalidehkordi y A. K. Naeini 7 M. Nik Khahbahrami 6 | Reporte Pts Reb Asts                | Estadísticas 10 R. Yergali 7 A. Maidekin 4 R. Yergali | Pabellón: Azadi Stadium Árbitros: Nan Ye Budi Marfan Preeda Muongmee |  |

| 2 de julio de 2018 | Catar                                                                        | 84–79                                             | Iraq                                                               | Doha                                                                                          |  |
| 18:00 (UTC+3)      | Parciales: 19–24, 14–16, 28–17, 14–18 (T.E.: 9–4)                            | Parciales: 19–24, 14–16, 28–17, 14–18 (T.E.: 9–4) | Parciales: 19–24, 14–16, 28–17, 14–18 (T.E.: 9–4)                  |                                                                                               |  |
|                    | Estadísticas M. A. Elhadary 21 Varios 7 M. A. Elhadary y C. F. Johnson III 5 | Reporte Pts Reb Asts                              | Estadísticas 27 D. A. Mayfield 11 D. A. Mayfield 10 D. A. Mayfield | Pabellón: Al Gharafa Sports Club Hall Árbitros: Jong Kuk Kim Poh Seng Goh Mohammad Fawzi Taha |  |

## Segunda fase
En la segunda fase, los tres mejores equipos de cada grupo se colocarán en un grupo con tres equipos de otro grupo. Todos los resultados de la primera fase de calificación se transfieren a la segunda fase. Los partidos se jugarán entre septiembre de 2018 y febrero de 2019. Los tres mejores equipos de cada grupo junto con el cuarto mejor clasificado se clasificarán para la Copa Mundial de Baloncesto FIBA.

### Grupo E
| Pos | Equipo        | PJ | PG | PP | PF   | PC   | Dif  | Pts | Notas                                                  |
| --- | ------------- | -- | -- | -- | ---- | ---- | ---- | --- | ------------------------------------------------------ |
| 1   | Nueva Zelanda | 12 | 10 | 2  | 1090 | 861  | 229  | 22  | Clasificado para la Copa Mundial de Baloncesto de 2019 |
| 2   | Corea del Sur | 12 | 10 | 2  | 1062 | 927  | 135  | 22  | Clasificado para la Copa Mundial de Baloncesto de 2019 |
| 3   | Jordania      | 12 | 7  | 5  | 1037 | 951  | 86   | 19  | Clasificado para la Copa Mundial de Baloncesto de 2019 |
| 4   | China         | 12 | 7  | 5  | 1004 | 834  | 170  | 19  | Posible mejor cuarto equipo                            |
| 5   | Líbano        | 12 | 6  | 6  | 945  | 858  | 87   | 18  |                                                        |
| 6   | Siria         | 12 | 2  | 10 | 793  | 1088 | -295 | 14  |                                                        |

Primera ventana
| 13 de septiembre de 2018 | Siria                                                   | 66–107                                | Nueva Zelanda                                                            | Zouk Mikaël                                                                                        |  |
| 17:00 (UTC+3)            | Parciales: 12–20, 14–25, 19–31, 21–31                   | Parciales: 12–20, 14–25, 19–31, 21–31 | Parciales: 12–20, 14–25, 19–31, 21–31                                    | |  |
|                          | Estadísticas O. Cheikh Ali 16 A. Alhamwi 8 A. Alhamwi 5 | Reporte Pts Reb Asts                  | Estadísticas 16 I. Fotu, S. Ili y J. Ngatai 8 R. Loe 5 J. Kenny y S. Ili | Pabellón: Nouhad Nawfal Stadium Árbitros: Ferdinand Pascual Sadegh Ghanbaridamanab Alexandr Rulyov |  |

| 13 de septiembre de 2018 | Jordania                                             | 75–86                                 | Corea del Sur                                 | Amán                                                                        |  |
| 18:30 (UTC+3)            | Parciales: 18–17, 14–18, 25–24, 18–27                | Parciales: 18–17, 14–18, 25–24, 18–27 | Parciales: 18–17, 14–18, 25–24, 18–27         |                                                                             |  |
|                          | Estadísticas D. Tucker 24 Z. A. Abbas 12 M. Abdeen 5 | Reporte Pts Reb Asts                  | Estadísticas 15 J. Lee 7 R. Ratliffe 8 J. Lee | Pabellón: Prince Hamzah Arena Árbitros: Ricor Buaron Jung Yu Imran Ali Baig |  |

| 13 de septiembre de 2018 | Líbano                                              | 92–88                                               | China                                               | Zouk Mikaël                                                                                   |  |
| 21:30 (UTC+3)            | Parciales: 17–20, 19–16, 18–25, 23–16 (T.E.: 15–11) | Parciales: 17–20, 19–16, 18–25, 23–16 (T.E.: 15–11) | Parciales: 17–20, 19–16, 18–25, 23–16 (T.E.: 15–11) |                                                                                               |  |
|                          | Estadísticas A. Haidar 26 A. Haidar 9 R. Akl 6      | Reporte Pts Reb Asts                                | Estadísticas 22 P. Zhou 12 J. Hu 4 P. Zhou y J. Hu  | Pabellón: Nouhad Nawfal Stadium Árbitros: Yevgeniy Mikheyev Mohammadreza Salehian Takaki Kato |  |

| 17 de septiembre de 2018 | Nueva Zelanda                                 | 63–60                               | Líbano                                                          | Rotorua                                                                                     |  |
| 19:10 (UTC+12)           | Parciales: 7–18, 18–7, 20–21, 18–14           | Parciales: 7–18, 18–7, 20–21, 18–14 | Parciales: 7–18, 18–7, 20–21, 18–14                             |                                                                                             |  |
|                          | Estadísticas S. Ili 14 R. Loe 11 T. Webster 4 | Reporte Pts Reb Asts                | Estadísticas 16 A. J. Majok 11 A. J. Majok y A. Haidar 4 R. Akl | Pabellón: Energy Events Centre Árbitros: Ferdinand Pascual Chih-Chun Chuang Alexandr Rulyov |  |

| 17 de septiembre de 2018 | Corea del Sur                                        | 103–66                                | Siria                                                        | Goyang                                                                                      |  |
| 20:00 (UTC+9)            | Parciales: 24–13, 23–17, 32–20, 24–16                | Parciales: 24–13, 23–17, 32–20, 24–16 | Parciales: 24–13, 23–17, 32–20, 24–16                        |                                                                                             |  |
|                          | Estadísticas R. Ratliffe 41 R. Ratliffe 17 J. Choi 8 | Reporte Pts Reb Asts                  | Estadísticas 33 J. D. Hawkins 11 J. D. Hawkins 4 W. Alhaddad | Pabellón: Goyang Gymnasium Árbitros: Scott Paul Beker Yuji Hirahara Christopher Antony Reid |  |

| 17 de septiembre de 2018 | China                                 | 88–79                                 | Jordania                                                                                   | Pekín                                                                                           |  |
| 19:35 (UTC+8)            | Parciales: 14–21, 14–13, 27–23, 33–22 | Parciales: 14–21, 14–13, 27–23, 33–22 | Parciales: 14–21, 14–13, 27–23, 33–22                                                      |                                                                                                 |  |
|                          | Estadísticas Q. Wu 17 Q. Wu 7 M. Hu 9 | Reporte Pts Reb Asts                  | Estadísticas 23 D. Tucker 6 Z. A. Abbas 3 D. Tucker, S. R. A. M. Eid y A. F.L. Alhamarsheh | Pabellón: Gimnasio Olímpico de Baloncesto Árbitros: Michael Aylen Vaughan Mayberry Ricor Buaron |  |

Segunda ventana
| 29 de noviembre de 2018 | Nueva Zelanda                                       | 95–69                                 | Jordania                                               | Christchurch                                                           |  |
| 19:10 (UTC+13)          | Parciales: 29–17, 22–13, 22–16, 22–23               | Parciales: 29–17, 22–13, 22–16, 22–23 | Parciales: 29–17, 22–13, 22–16, 22–23                  |                                                                        |  |
|                         | Estadísticas T. Abercrombie 18 M. Vukona 7 S. Ili 9 | Reporte Pts Reb Asts                  | Estadísticas 13 Y. Abuwazaneh 7 Y. Abuwazaneh 3 S. Eid | Pabellón: Horncastle Arena Árbitros: Jung Yu Budi Marfan Chun Yip Yuen |  |

| 29 de noviembre de 2018 | Corea del Sur                           | 84–71                                 | Líbano                                            | Busan                                                                  |  |
| 19:30 (UTC+9)           | Parciales: 14–14, 13–21, 28–17, 29–19   | Parciales: 14–14, 13–21, 28–17, 29–19 | Parciales: 14–14, 13–21, 28–17, 29–19             |                                                                        |  |
|                         | Estadísticas G. Ra 23 G. Ra 13 S. Kim 5 | Reporte Pts Reb Asts                  | Estadísticas 19 A. Haidar 17 A. Majok 2 A. Haidar | Pabellón: Sajik Arena Árbitros: Takaki Kato Ricor Buaron Yuji Hirahara |  |

| 29 de noviembre de 2018 | China                                    | 101–52                              | Siria                                                | Shanghái                                                                                             |  |
| 20:00 (UTC+8)           | Parciales: 31–4, 18–19, 29–9, 23–20      | Parciales: 31–4, 18–19, 29–9, 23–20 | Parciales: 31–4, 18–19, 29–9, 23–20                  | |  |
|                         | Estadísticas Q. Wu 18 Z. Wang 9 A. Guo 6 | Reporte Pts Reb Asts                | Estadísticas 15 S. Al Osh 6 O. Cheikh Ali 4 K. Khori | Pabellón: Shanghai Indoor Stadium Árbitros: Ferdinand Pascual Scott Paul Beker James Alexander Boyer |  |

| 2 de diciembre de 2018 | Nueva Zelanda                                                                        | 97–74                                | Siria                                              | Wellington                                                                    |  |
| 15:10 (UTC+13)         | Parciales: 31–5, 30–21, 25–24, 11–24                                                 | Parciales: 31–5, 30–21, 25–24, 11–24 | Parciales: 31–5, 30–21, 25–24, 11–24               |                                                                               |  |
|                        | Estadísticas T. Abercrombie 15 J. Kenny, M. Vukona y T. Harrison 4 K. Perrott-Hunt 6 | Reporte Pts Reb Asts                 | Estadísticas 18 T. Aljabi 9 A. Alhamwi 5 S. Al Osh | Pabellón: Arena TSB Bank Árbitros: Ferdinand Pascual Takaki Kato Ricor Buaron |  |

| 2 de diciembre de 2018 | Corea del Sur                            | 88–67                                 | Jordania                                                                    | Busan                                                                                 |  |
| 15:00 (UTC+9)          | Parciales: 17–16, 15–14, 25–19, 31–18    | Parciales: 17–16, 15–14, 25–19, 31–18 | Parciales: 17–16, 15–14, 25–19, 31–18                                       |                                                                                       |  |
|                        | Estadísticas J. Lee 19 G. Ra 16 J. Lee 6 | Reporte Pts Reb Asts                  | Estadísticas 20 D. Tucker 8 Y. Abuwazaneh, Z. Abbas y M. Kanaan 4 M. Kanaan | Pabellón: Sajik Arena Árbitros: Yevgeniy Mikheyev James Alexander Boyer Michael Aylen |  |

| 2 de diciembre de 2018 | China                                 | 72–52                               | Líbano                                                  | Foshán |  |
| 19:35 (UTC+8)          | Parciales: 17–10, 26–9, 20–15, 9–18   | Parciales: 17–10, 26–9, 20–15, 9–18 | Parciales: 17–10, 26–9, 20–15, 9–18                     | |  |
|                        | Estadísticas J. Yi 15 J. Yi 8 Q. Wu 4 | Reporte Pts Reb Asts                | Estadísticas 14 A. Ibrahim 10 A. Majok 3 J. Abd El Nour | Pabellón: Foshan International Sports & Cultural Arena Árbitros: Scott Paul Beker Budi Marfan Alexandr Rulyov |  |

Tercera ventana
| 22 de febrero de 2019 | Siria                                                 | 74–87                                 | Corea del Sur                               | Zouk Mikaël                                                                            |  |
| 16:00 (UTC+2)         | Parciales: 15–24, 17–17, 15–27, 27–19                 | Parciales: 15–24, 17–17, 15–27, 27–19 | Parciales: 15–24, 17–17, 15–27, 27–19       |                                                                                        |  |
|                       | Estadísticas T. Aljabi 17 A. Alhamwi 10 W. Alhaddad 4 | Reporte Pts Reb Asts                  | Estadísticas 25 G. Ra 12 G. Ra 8 C. H. Park | Pabellón: Nouhad Nawfal Stadium Árbitros: Yevgeniy Mikheyev Ricor Buaron Yuji Hirahara |  |

| 22 de febrero de 2019 | Jordania                                            | 86–62                                 | China                                        | Amán                                                                                    |  |
| 19:30 (UTC+2)         | Parciales: 24–18, 24–12, 16–17, 22–15               | Parciales: 24–18, 24–12, 16–17, 22–15 | Parciales: 24–18, 24–12, 16–17, 22–15        |                                                                                         |  |
|                       | Estadísticas D. Tucker 32 M. Hussein 14 D. Tucker 5 | Reporte Pts Reb Asts                  | Estadísticas 20 R. Zhao 10 Q. Zhou 3 S. Fang | Pabellón: Prince Hamzah Arena Árbitros: Michael Aylen James Alexander Boyer Budi Marfan |  |

| 22 de febrero de 2019 | Líbano                                             | 67–69                                 | Nueva Zelanda                                       | Zouk Mikaël                                                                                 |  |
| 21:30 (UTC+2)         | Parciales: 13–16, 17–21, 22–15, 15–17              | Parciales: 13–16, 17–21, 22–15, 15–17 | Parciales: 13–16, 17–21, 22–15, 15–17               |                                                                                             |  |
|                       | Estadísticas A. Haidar 16 A. Haidar 11 W. Arakji 4 | Reporte Pts Reb Asts                  | Estadísticas 19 T. Abercrombie 8 F. Delany 6 S. Ili | Pabellón: Nouhad Nawfal Stadium Árbitros: Harja Jaladri Takaki Kato Christopher Antony Reid |  |

| 24 de febrero de 2019 | Siria                                                              | 59–90                                 | China                                                | Zouk Mikaël                                                                           |  |
| 12:30 (UTC+2)         | Parciales: 18–12, 13–25, 12–21, 16–32                              | Parciales: 18–12, 13–25, 12–21, 16–32 | Parciales: 18–12, 13–25, 12–21, 16–32                |                                                                                       |  |
|                       | Estadísticas M. Harbasha 12 A. Alhamwi y H. Adribe 8 W. Alhaddad 5 | Reporte Pts Reb Asts                  | Estadísticas 32 Q. Zhou 10 Q. Zhou 4 S. Fang y D. Yu | Pabellón: Nouhad Nawfal Stadium Árbitros: Ferdinand Pascual Takaki Kato Yuji Hirahara |  |

| 24 de febrero de 2019 | Jordania                                           | 86–80                                 | Nueva Zelanda                                            | Amán                                                                                  |  |
| 16:30 (UTC+2)         | Parciales: 16–19, 20–16, 24–21, 26–24              | Parciales: 16–19, 20–16, 24–21, 26–24 | Parciales: 16–19, 20–16, 24–21, 26–24                    |                                                                                       |  |
|                       | Estadísticas D. Tucker 25 D. Tucker 14 D. Tucker 8 | Reporte Pts Reb Asts                  | Estadísticas 18 C. Webster 8 T. Abercrombie 7 C. Webster | Pabellón: Prince Hamzah Arena Árbitros: Yevgeniy Mikheyev Harja Jaladri Chun Yip Yuen |  |

| 24 de febrero de 2019 | Líbano                                                | 72–84                                | Corea del Sur                                        | Zouk Mikaël                                                                               |  |
| 16:30 (UTC+2)         | Parciales: 29–18, 15–22, 20–22, 8–22                  | Parciales: 29–18, 15–22, 20–22, 8–22 | Parciales: 29–18, 15–22, 20–22, 8–22                 |                                                                                           |  |
|                       | Estadísticas W. Arakji 19 J. A. El Nour 9 W. Arakji 5 | Reporte Pts Reb Asts                 | Estadísticas 25 G. Ra 11 G. Ra 4 C. H. Park y S. Lee | Pabellón: Nouhad Nawfal Stadium Árbitros: Michael Aylen James Alexander Boyer Budi Marfan |  |

### Grupo F
| Pos | Equipo     | PJ | PG | PP | PF   | PC   | Dif  | Pts | Notas                                                  |
| --- | ---------- | -- | -- | -- | ---- | ---- | ---- | --- | ------------------------------------------------------ |
| 1   | Australia  | 12 | 10 | 2  | 1055 | 727  | 328  | 22  | Clasificado para la Copa Mundial de Baloncesto de 2019 |
| 2   | Japón      | 12 | 8  | 4  | 988  | 844  | 144  | 20  | Clasificado para la Copa Mundial de Baloncesto de 2019 |
| 3   | Irán       | 12 | 8  | 4  | 890  | 811  | 79   | 20  | Clasificado para la Copa Mundial de Baloncesto de 2019 |
| 4   | Filipinas  | 12 | 7  | 5  | 970  | 935  | 35   | 19  | Posible mejor cuarto equipo                            |
| 5   | Kazajistán | 12 | 4  | 8  | 828  | 963  | -135 | 16  |                                                        |
| 6   | Catar      | 12 | 2  | 10 | 732  | 1027 | -295 | 14  |                                                        |

Primera ventana
| 13 de septiembre de 2018 | Irán                                                                                 | 81–73                                 | Filipinas                                                               | Teherán                                                                   |  |
| 17:00 (UTC+4:30)         | Parciales: 21–22, 19–16, 23–21, 18–14                                                | Parciales: 21–22, 19–16, 23–21, 18–14 | Parciales: 21–22, 19–16, 23–21, 18–14                                   |                                                                           |  |
|                          | Estadísticas M. Nik Khahbahrami 21 A. Kazemi 11 S. Mashayekhi y M. Nik Khahbahrami 4 | Reporte Pts Reb Asts                  | Estadísticas 30 C. Standhardinger 12 C. Standhardinger 5 A. Jr Cabagnot | Pabellón: Azadi Sport Complex Árbitros: Zhu Duan Intae Hwang Jong Kuk Kim |  |

| 13 de septiembre de 2018 | Kazajistán                                         | 70–85                                 | Japón                                                | Almatý                                                                                  |  |
| 20:00 (UTC+6)            | Parciales: 20–28, 14–21, 16–21, 20–15              | Parciales: 20–28, 14–21, 16–21, 20–15 | Parciales: 20–28, 14–21, 16–21, 20–15                |                                                                                         |  |
|                          | Estadísticas S. Kuanov 16 M. Marchuk 6 S. Kuanov 5 | Reporte Pts Reb Asts                  | Estadísticas 24 R. Hachimura 8 I. Brown 4 Y. Togashi | Pabellón: Baluan Sholak Sports Palace Árbitros: Rabah Noujaim Budi Marfan Chun Yip Yuen |  |

| 13 de septiembre de 2018 | Catar                                                                             | 43–95                                | Australia                                                                  | Doha |  |
| 18:00 (UTC+3)            | Parciales: 12–24, 12–16, 3–30, 16–25                                              | Parciales: 12–24, 12–16, 3–30, 16–25 | Parciales: 12–24, 12–16, 3–30, 16–25                                       | |  |
|                          | Estadísticas T. A. H Ngombo 14 T. A. H Ngombo 8 M. A. M Lashin y T. A. H Ngombo 2 | Reporte Pts Reb Asts                 | Estadísticas 18 J. Wagstaff 7 A. Brandt 4 J. Cadee, M. McCarron y N. Sobey | Pabellón: Al Gharafa Sports Club Hall Árbitros: Marwan Egho Ahmed Ali Yaseen Al-Shuwaili Mohammad Fawzi Taha |  |

| 17 de septiembre de 2018 | Japón                                                                | 70–56                                | Irán                                                                            | Tokio                                                                                |  |
| 17:10 (UTC+9)            | Parciales: 16–22, 15–13, 26–8, 13–13                                 | Parciales: 16–22, 15–13, 26–8, 13–13 | Parciales: 16–22, 15–13, 26–8, 13–13                                            |                                                                                      |  |
|                          | Estadísticas R. Hachimura 25 J. Takeuchi y I. Brown 8 R. Hachimura 3 | Reporte Pts Reb Asts                 | Estadísticas 21 B. Yakhchalidehkordi 8 M. Mirzaeitalarposhti 3 A. Kazemi Naeini | Pabellón: Ota City General Gymnasium Árbitros: Budi Marfan Marwan Egho Chun Yip Yuen |  |

| 17 de septiembre de 2018 | Australia                                                               | 94–41                               | Kazajistán                                        | Bendigo                                                                     |  |
| 19:00 (UTC+10)           | Parciales: 22–6, 19–13, 24–15, 29–7                                     | Parciales: 22–6, 19–13, 24–15, 29–7 | Parciales: 22–6, 19–13, 24–15, 29–7               |                                                                             |  |
|                          | Estadísticas N. Sobey y M. McCarron 15 N. Sobey y D. Johnson 5 N. Kay 5 | Reporte Pts Reb Asts                | Estadísticas 8 D. Gavrilov 6 A. Zhigulin 1 Varios | Pabellón: Bendigo Stadium Árbitros: Intae Hwang Jong Kuk Kim Imran Ali Baig |  |

| 17 de septiembre de 2018 | Filipinas                                                         | 92–81                                 | Catar                                                                            | Ciudad Quezón                                                                                   |  |
| 19:30 (UTC+8)            | Parciales: 15–26, 24–26, 28–12, 25–17                             | Parciales: 15–26, 24–26, 28–12, 25–17 | Parciales: 15–26, 24–26, 28–12, 25–17                                            |                                                                                                 |  |
|                          | Estadísticas A. Jr Cabagnot y J. Aguilar 16 J. Aguilar 9 Varios 3 | Reporte Pts Reb Asts                  | Estadísticas 26 M. Y. Mohmmed 10 T. A. H Ngombo 5 T. A. H Ngombo y M. Y. Mohmmed | Pabellón: Coliseo Smart Araneta Árbitros: Rabah Noujaim Ahmed Ali Yaseen Al-Shuwaili Ryan Jones |  |

Segunda ventana
| 30 de noviembre de 2018 | Australia                                      | 76–47                                | Irán                                                                                 | Melbourne                                                                             |  |
| 19:35 (UTC+11)          | Parciales: 24–16, 19–8, 21–10, 12–13           | Parciales: 24–16, 19–8, 21–10, 12–13 | Parciales: 24–16, 19–8, 21–10, 12–13                                                 |                                                                                       |  |
|                         | Estadísticas D. Johnson 12 N. Kay 6 J. Cadee 4 | Reporte Pts Reb Asts                 | Estadísticas 12 B. Yakhchalidehkordi 6 N. Mirzaeitalarposhti 2 M. Jamshidijafarabadi | Pabellón: Margaret Court Arena Árbitros: Chih-Chun Chuang Jong Kuk Kim Kyoungjin Park |  |

| 30 de noviembre de 2018 | Japón                                                | 85–47                               | Catar                                                  | Toyama                                                                                          |  |
| 19:00 (UTC+9)           | Parciales: 20–15, 11–17, 30–8, 24–7                  | Parciales: 20–15, 11–17, 30–8, 24–7 | Parciales: 20–15, 11–17, 30–8, 24–7                    |                                                                                                 |  |
|                         | Estadísticas N. Fazekas 19 N. Fazekas 10 D. Tanaka 7 | Reporte Pts Reb Asts                | Estadísticas 10 A. Abdelhaleem 5 M. Mohmmed 2 M. Gueye | Pabellón: Toyama City Gymnasium Árbitros: Rabah Noujaim Ryan Jones Ahmed Ali Yaseen Al-Shuwaili |  |

| 30 de noviembre de 2018 | Filipinas                                                     | 88–92                                 | Kazajistán                                               | Manila                                                                  |  |
| 19:30 (UTC+8)           | Parciales: 18–17, 21–23, 23–25, 26–27                         | Parciales: 18–17, 21–23, 23–25, 26–27 | Parciales: 18–17, 21–23, 23–25, 26–27                    |                                                                         |  |
|                         | Estadísticas S. Pringle Jr. 29 J. Fajardo 13 S. Pringle Jr. 4 | Reporte Pts Reb Asts                  | Estadísticas 30 A. Zhigulin 9 A. Bykov 6 R. Murzagaliyev | Pabellón: Mall of Asia Arena Árbitros: Intae Hwang Harja Jaladri Nan Ye |  |

| 3 de diciembre de 2018 | Australia                                            | 110–59                                | Catar                                                              | Melbourne                                                                        |  |
| 19:35 (UTC+11)         | Parciales: 30–18, 20–16, 32–14, 28–11                | Parciales: 30–18, 20–16, 32–14, 28–11 | Parciales: 30–18, 20–16, 32–14, 28–11                              |                                                                                  |  |
|                        | Estadísticas J. Cadee 21 T. Blanchfield 6 N. Sobey 7 | Reporte Pts Reb Asts                  | Estadísticas 13 M. Mohmmed 4 M. Abdulla y E. Mujkic 3 M. A Mohamed | Pabellón: Margaret Court Arena Árbitros: Intae Hwang Jong Kuk Kim Kyoungjin Park |  |

| 3 de diciembre de 2018 | Japón                                                | 86–70                                | Kazajistán                                          | Toyama                                                                                          |  |
| 19:00 (UTC+9)          | Parciales: 19–25, 15–8, 28–25, 24–12                 | Parciales: 19–25, 15–8, 28–25, 24–12 | Parciales: 19–25, 15–8, 28–25, 24–12                |                                                                                                 |  |
|                        | Estadísticas N. Fazekas 41 N. Fazekas 15 D. Tanaka 4 | Reporte Pts Reb Asts                 | Estadísticas 23 A. Zhigulin 7 A. Bykov 4 M. Marchuk | Pabellón: Toyama City Gymnasium Árbitros: Jung Yu Chih-Chun Chuang Ahmed Ali Yaseen Al-Shuwaili |  |

| 3 de diciembre de 2018 | Filipinas                                                   | 70–78                                 | Irán | Manila                                                                    |  |
| 19:30 (UTC+8)          | Parciales: 20–19, 19–16, 15–15, 16–28                       | Parciales: 20–19, 19–16, 15–15, 16–28 | Parciales: 20–19, 19–16, 15–15, 16–28                                                                         |                                                                           |  |
|                        | Estadísticas J. Castro 19 C. Standhardinger 8 M. Lassiter 7 | Reporte Pts Reb Asts                  | Estadísticas 26 M. Jamshidijafarabadi 8 M. Mirzaeitalarposhti y M. Hassanzadeh Saberi 7 M. Jamshidijafarabadi | Pabellón: Mall of Asia Arena Árbitros: Zhu Duan Rabah Noujaim Marwan Egho |  |

Tercera ventana
| 21 de febrero de 2019 | Kazajistán                                                            | 60–81                               | Australia                                             | Astaná                                                                             |  |
| 20:00 (UTC+6)         | Parciales: 20–27, 8–12, 8–17, 24–25                                   | Parciales: 20–27, 8–12, 8–17, 24–25 | Parciales: 20–27, 8–12, 8–17, 24–25                   |                                                                                    |  |
|                       | Estadísticas A. Clemmons 31 A. Zhigulin 8 A. Clemmons y A. Zhigulin 3 | Reporte Pts Reb Asts                | Estadísticas 17 I. Humphries 7 I. Humphries 6 E. Naar | Pabellón: Velódromo Saryarka Árbitros: Rabah Noujaim Jong Kuk Kim Chuen Wing Leong |  |

| 21 de febrero de 2019 | Irán                                                    | 89–97                                 | Japón                                                | Teherán                                                                |  |
| 18:00 (UTC+3:30)      | Parciales: 28–35, 17–20, 22–23, 22–19                   | Parciales: 28–35, 17–20, 22–23, 22–19 | Parciales: 28–35, 17–20, 22–23, 22–19                |                                                                        |  |
|                       | Estadísticas M. Jamshidi 33 M. Mirzaei 8 B. Yakhchali 6 | Reporte Pts Reb Asts                  | Estadísticas 26 N. Fazekas 8 N. Fazekas 6 M. Hiejima | Pabellón: Azadi Sport Complex Árbitros: Zhu Duan Nan Ye Kyoungjin Park |  |

| 21 de febrero de 2019 | Catar                                                        | 46–84                                | Filipinas                                             | Doha                                                                                             |  |
| 19:00 (UTC+3)         | Parciales: 11–15, 10–16, 9–31, 16–22                         | Parciales: 11–15, 10–16, 9–31, 16–22 | Parciales: 11–15, 10–16, 9–31, 16–22                  |                                                                                                  |  |
|                       | Estadísticas E. Ali Saeed 10 E. Ali Saeed 8 S. Abdi Khalid 3 | Reporte Pts Reb Asts                 | Estadísticas 17 A. Blatche 15 A. Blatche 7 A. Blatche | Pabellón: Al Gharafa Sports Club Hall Árbitros: Intae Hwang Jung Yu Ahmed Ali Yaseen Al-Shuwaili |  |

| 24 de febrero de 2019 | Irán                                                                   | 85–74                                 | Australia                                     | Teherán                                                                                    |  |
| 18:00 (UTC+3:30)      | Parciales: 25–15, 18–15, 20–22, 22–22                                  | Parciales: 25–15, 18–15, 20–22, 22–22 | Parciales: 25–15, 18–15, 20–22, 22–22         |                                                                                            |  |
|                       | Estadísticas M. Jamshidi 25 M. Mirzaei 10 B. Yakhchali y M. Jamshidi 4 | Reporte Pts Reb Asts                  | Estadísticas 20 M. Creek 9 M. Creek 6 E. Naar | Pabellón: Azadi Sport Complex Árbitros: Rabah Noujaim Jung Yu Ahmed Ali Yaseen Al-Shuwaili |  |

| 24 de febrero de 2019 | Kazajistán                                                                   | 75–93                                 | Filipinas                                                   | Astaná                                                                |  |
| 20:30 (UTC+6)         | Parciales: 21–22, 19–23, 20–26, 15–22                                        | Parciales: 21–22, 19–23, 20–26, 15–22 | Parciales: 21–22, 19–23, 20–26, 15–22                       |                                                                       |  |
|                       | Estadísticas A. Clemmons 27 R. Murzagaliyev y R. Yergali 6 R. Murzagaliyev 8 | Reporte Pts Reb Asts                  | Estadísticas 41 A. Blatche 13 A. Blatche 3 cuatro jugadores | Pabellón: Velódromo Saryarka Árbitros: Zhu Duan Nan Ye Kyoungjin Park |  |

| 24 de febrero de 2019 | Catar                                                                                     | 48–96                               | Japón                                                            | Doha                                                                                      |  |
| 17:30 (UTC+3)         | Parciales: 8–15, 17–27, 9–22, 14–32                                                       | Parciales: 8–15, 17–27, 9–22, 14–32 | Parciales: 8–15, 17–27, 9–22, 14–32                              |                                                                                           |  |
|                       | Estadísticas M. E. A A Fouda y N. K. Al-Rayes 11 A. Yehia Abdelhaleem 9 M. E. A A Fouda 3 | Reporte Pts Reb Asts                | Estadísticas 20 N. Fazekas 19 N. Fazekas 4 N. Tsuji y M. Hiejima | Pabellón: Al Gharafa Sports Club Hall Árbitros: Intae Hwang Chih-Chun Chuang Jong Kuk Kim |  |

### Mejor cuarto equipo
| Pos | Equipo    | Grupo | PJ | PG | PP | PF   | PC  | Dif | Pts | Notas                                                  |
| --- | --------- | ----- | -- | -- | -- | ---- | --- | --- | --- | ------------------------------------------------------ |
| 1   | China     | E     | 12 | 7  | 5  | 1004 | 834 | 170 | 19  | Clasificado para la Copa Mundial de Baloncesto de 2019 |
| 2   | Filipinas | F     | 12 | 7  | 5  | 970  | 935 | 35  | 19  | Clasificado para la Copa Mundial de Baloncesto de 2019 |

(*): Si China termina como cuarto clasificado o superior en el grupo E, entonces los dos cuartos clasificados jugarán la Copa Mundial de Baloncesto 2019

## Clasificados
| China País anfitrión | Australia | Corea del Sur | Filipinas |

| Irán | Japón | Jordania | Nueva Zelanda |